# Geórgios Koletis
Geórgios Koletis (en grec: Γεώργιος Κολέτης) va ser un ciclista grec que va competir a finals del segle xix i començaments del xx.
El 1896 va prendre part en els Jocs Olímpics d'Estiu d'Atenes, on va disputar dues proves del programa de ciclisme, els 10 km i 100 km. En la de 100 km va acabar en segona posició, per darrere del francès Léon Flameng, sent els únics finalistes en aquesta especialitat. Quan Flameng va creuar la línia d'arribada, Koletis havia fet 289 de les 300 voltes a realitzar. En la prova dels 10 km es va retirar després de 7 km degut a les lesions provocades per un enfrontament amb el seu compatriota Aristidis Konstandinidis.